# Sindangkerta (Lohbener)
Sindangkerta is een bestuurslaag in het regentschap Indramayu van de provincie West-Java, Indonesië. Sindangkerta telt 2478 inwoners (volkstelling 2010).